# Scott Ryan (chính khách Úc)
Scott Michael Ryan (sinh ngày 12 tháng 5 năm 1973) là một chính trị gia Úc. Ông là Thượng nghị sĩ đại diện cho bang Victoria của Đảng Tự do Úc từ ngày 1 tháng 7 năm 2008. Ông đưọc bầu vào cuộc bầu cử liên bang năm 2007. Ryan từng là Quốc vụ khanh đặc biệt từ tháng 7 năm 2016 đến tháng 11 năm 2017 và Bộ trưởng hỗ trợ Thủ tướng Chính phủ Nội các từ tháng 1 năm 2017 đến tháng 11 năm 2017 tại Chính phủ Turnbull. Ryan từ chức vị trí này vào năm 2017 và sau đó ông đưọc bầu làm Chủ tịch Thượng viện vào ngày 13 tháng 11 năm 2017.

## Tiểu sử
Ryan sinh ngày 12 tháng 5 năm 1973 tại Brisbane, Queensland  nhưng ông lớn lên ở Essendon, Victoria. Ông học tại trường St Kevin's College, Melbourne và tốt nghiệp trường Đại học Melbourne, với bằng Cử nhân Nghệ thuật. Trong thời gian ở trường đại học, ông là Chủ tịch Câu lạc bộ Tự do Đại học Melbourne và là thành viên của Liên đoàn Sinh viên Tự do Úc, nơi ông là một thành viên suốt đời.
Ông bắt đầu sự nghiệp của mình với công việc giảng dạy khoa học chính trị tại St Mary's College, một trường đại học cấu thành của Đại học Melbourne. Sau đó, ông đã làm việc cho công ty dược phẩm GlaxoSmithKline. Ông cũng làm việc như một nhà soạn nhạc và cố vấn chính trị. Năm 2008, ông là nghiên cứu viên tại Viện Công vụ ở Melbourne. 